# 팔라완천산갑
팔라완천산갑 또는 필리핀천산갑(Manis culionensis)은 유린목에 속하는 포유류의 일종이다. 필리핀 팔라완 지역의 토착종이다. 서식지는 일차림과 이차림 그리고 초원 주변 지역이다. 제한된 분포 지역 안에서는 흔히 볼 수 있지만, 남획때문에 위협을 받고 있다.